# Campo (heráldica)
Em heráldica, o fundo do escudo é chamado de campo. O campo é normalmente composto de uma ou mais tinturas ou peles (cores ou metais). O campo pode ser dividido em partes ou pode consistir de um padrão diversificado.
Em raros casos modernos o campo (ou uma das suas subdivisões) não é somente um esmalte, mas apresenta em si algum cenário. Cenas ou paisagens em um campo heráldico são considerados por muitos como arautos não-heráldicos e degradantes, pois desafiam o ideal heráldico da simplicidade. 